# Domanín (kraj południowomorawski)
Domanín – gmina w Czechach, w powiecie Hodonín, w kraju południowomorawskim. Według danych z dnia 1 stycznia 2013 liczyła 1 017 mieszkańców.